# (5354) Hisayo
(5354) Hisayo (1990 BJ2) – planetoida z pasa głównego asteroid okrążająca Słońce w ciągu 5,71 lat w średniej odległości 3,19 j.a. Odkryta 30 stycznia 1990 roku.